# Šarići
Šarići este un sat din comuna Plužine, Muntenegru. Conform datelor de la recensământul din 2003, localitatea are 18 locuitori (la recensământul din 1991 erau 39 de locuitori).

## Demografie
În satul Šarići locuiesc 16 persoane adulte, iar vârsta medie a populației este de 50,7 de ani (48,8 la bărbați și 52,2 la femei). În localitate sunt 7 gospodării, iar numărul mediu de membri în gospodărie este de 2,57.
|  |

| Demografie | Demografie | Demografie |
| An         | Locuitori  | Locuitori  |
| ---------- | ---------- | ---------- |
|            |            |            |
|            |            |            |
|            |            |            |
|            |            |            |
| 1948       | 84         |            |
| 1953       | 93         |            |
| 1961       | 100        |            |
| 1971       | 80         |            |
| 1981       | 61         |            |
| 1991       | 39         | 39         |
| 2003       | 18         | 18         |

| \| Componența etnică conform recensământului din 2003[2] \| Componența etnică conform recensământului din 2003[2] \| Componența etnică conform recensământului din 2003[2] \| Componența etnică conform recensământului din 2003[2] \| Componența etnică conform recensământului din 2003[2] \| \| ----------------------------------------------------- \| ----------------------------------------------------- \| ----------------------------------------------------- \| ----------------------------------------------------- \| ----------------------------------------------------- \| \| \| \| \| \| \| \| Sârbi \| Sârbi \| \| 18 \| 100% \| \| necunoscută \| necunoscută \| \| 0 \| 0% \| |             |  |    |      |
| Componența etnică conform recensământului din 2003 |             |  |    |      |
| |             |  |    |      |
| Sârbi | Sârbi       |  | 18 | 100% |
| necunoscută | necunoscută |  | 0  | 0%   |